# Lisa Fittko
Erzsébet Eckstein (Ungvár, Regne d' Hongria, 1909 – Chicago, 12 de març de 2005), més coneguda com Lisa Fittko, va ser una activista hongaresa que va ajudar a molts refugiats a escapar de la França ocupada pels nazis durant la Segona Guerra Mundial. Autora de dues memòries sobre l'Europa en temps de guerra, Fittko també és coneguda per haver ajudat al filòsof alemany Walter Benjamin a sortir de França per escapar dels nazis el 1940.

## Biografia
La seva nombrosa família jueva va estar activa en molts àmbits de la vida cultural i econòmica de l'Imperi Austrohongarès. Va créixer al costat de la seva tia pintora Malva Schalek.
Després que la seva família es traslladés a Berlín, va ser testimoni de l'ascens al poder el nazisme i es va implicar en la política antifeixista. Va treballar com a resistent en la clandestinitat a Berlín, Praga (on va conèixer el seu marit i camarada Hans Fittko), Zúric, Amsterdam, París, Marsella i, finalment, als Pirineus, on de 1940 a 1941 va passar refugiats cap a la península Ibèrica. A Banyuls de la Marenda va demanar a l'alcalde que l'ajudés en la creació d'una xarxa d'informació perquè «la nova ruta fos coneguda pels qui vinguessin després». La mateixa Fittko era una refugiada que volia arribar a Portugal per a poder agafar un vaixell per a emigrar als Estats Units d'Amèrica (EUA), però es va quedar a Banyuls de la Marenda per a participar en el «projecte transfronterer» de Varian Fry i ajudar més d'un centenar de persones. La seva ruta esdevingué la «nova ruta» i l'alternativa al camí litoral de Cervera de la Marena a Portbou controlat pels feixistes. Aquesta nova ruta va rebre el nom de «Ruta Líster» l'any 1939 (anomenada així pel general republicà que va dirigir l'evacuació de les tropes al final de la Guerra Civil espanyola) i després, el 1940, va ser reanomenada per Fry com la «Ruta F».
El refugiat més conegut que va poder ajudar va ser Walter Benjamin, que va arribar a Portbou el 25 de setembre de 1940. Va acompanyar Benjamin seguint instruccions verbals i un petit dibuix de la ruta. Aquesta va ser la primera de les seves moltes travessies pel Pirineu. Benjamin es va suïcidar al petit hotel de Portbou on havia arribat de matinada, després que la policia espanyola amenacés amb retornar a la França ocupada el grup de refugiats amb el qual es trobava. Després de la mort de Benjamin, la resta del grup va poder continuar. Segons Fittko, Benjamin portava amb ell un maletí pesat que afirmava que era més important que la seva vida. Aquesta història no va ser confirmada causant certa controvèrsia. Chimen Abramsky, que va ser dels primers a escoltar la història, va donar credibilitat al relat de Fittko. A l'informe policial s'esmenta un maletí, però en el seu contingut només es mencionen «diaris i altres papers sense importància». Les especulacions sobre el seu contingut han estat objecte d'articles acadèmics i d'obres artístiques inspirades en la història de Benjamin i en el relat de Fittko als seus llibres.
Amb el seu marit Hans, es va exiliar a Cuba, i d'allà va entrar als EUA. Va obtenir el reconeixement internacional més de quaranta anys després a través de les seves memòries àmpliament traduïdes, en què descriu les seves accions.

## Obra publicada
- La meva travessia dels Pirineus. 2021. Girona: Edicions del Reremús. ISBN 9788412425215.[5]
- Solidarity and Treason: Resistance and Exile, 1933-1940,Northwestern University Press, 1993